# سیارک ۱۷۰۳۱
سیارک ۱۷۰۳۱ (به انگلیسی: 17031 Piethut، نامگذاری:1999FL9) هفده هزار و سی و یکمین سیارک کشف شده‌است که در ۲۲ مارس ۱۹۹۹ کشف شد.
قدر مطلق سیارک برابر ۱۹.۵ است.